# Чёрное / Белое
«Чёрное / Бе́лое» — третий сингл российской хеви-метал группы «Чёрный Обелиск», который вышел на лейбле CD-Maximum 22 октября 2009 году.

## История
Долгожданный материал группы, сингл «Чёрное/Белое» не разочаровал поклонников коллектива: две новые композиции — заглавная песня и композиция «Вальс» попали «в десятку». Также на CD — новая версия одной из лучших песен «Чёрного Обелиска» «Исход», а также концертная «Прощай и прости», записанная в 2007 году.

## Список композиций
| №  | Название                                                   | Длительность |
| -- | ---------------------------------------------------------- | ------------ |
| 1. | «Чёрное / Белое»                                           | 3:39         |
| 2. | «Вальс»                                                    | 3:18         |
| 3. | «Исход» (re-recorded version)                              | 3:55         |
| 4. | «Прощай и прости» (live version, Live From Фортеция, 2007) | 3:47         |

## Участники записи
- Дмитрий Борисенков — вокал, гитара
- Михаил Светлов — гитара
- Даниил Захаренков — бас-гитара
- Владимир Ермаков — ударные